# Jeremiah Paul Ostriker
Jeremiah (Jerry) Paul Ostriker (Nova Iorque, 13 de abril de 1937 – Nova Iorque, 6 de abril de 2025) foi um astrofísico americano e professor de astronomia na Universidade Columbia e Professor Charles A. Young Emérito em Princeton, onde também atuou como pesquisador sênior. Ostriker também serviu como administrador universitário como Reitor da Universidade de Princeton.

## Primeiros anos e educação
Ostriker nasceu no Upper West Side de Nova York, filho de Martin Ostriker, proprietário de uma empresa de vestuário, e Jeanne (Sumpf) Ostriker, professora de escola pública. Ele tinha três irmãos. Ostriker se interessou por ciência desde jovem, e mais tarde relatou ter aprendido sozinho assuntos difíceis, incluindo cálculo, escrevendo: "Eu sentia que aprendia melhor por conta própria do que através da escola". Ele recebeu seu B.A. de Harvard e seu Ph.D da Universidade de Chicago.

## Carreira e pesquisa
Após obter seu Ph.D. em Chicago, ele realizou trabalhos de pós-doutorado na Universidade de Cambridge. De 1971 a 1995, Ostriker foi professor na Princeton, e atuou como Reitor lá de 1995 a 2001. De 2001 a 2003, ele foi nomeado Professor Plumiano de Astronomia e Filosofia Experimental no Instituto de Astronomia, Cambridge. Ele então retornou a Princeton como Professor Charles Young de Astronomia e posteriormente serviu como Professor Charles A. Young Emérito. Ele se tornou professor de astronomia em Columbia em 2012.
Ostriker foi muito influente no avanço da teoria de que a maior parte da massa no universo não é visível, mas consiste em matéria escura. Sua pesquisa também se concentrou no meio interestelar, evolução galáctica, cosmologia e buracos negros. Em 20 de junho de 2013, Ostriker recebeu o Prêmio Champions of Change da Casa Branca por seu papel na iniciação do projeto Sloan Digital Sky Survey, que disponibiliza publicamente todos os seus conjuntos de dados astronômicos na Internet.
Ostriker também era conhecido pelo critério de Ostriker–Peebles, relacionado à estabilidade da formação galáctica.

## Publicações
Até abril de 2021, os artigos de Ostriker foram citados mais de 85 910 vezes e ele possuía um índice h de 130 (130 artigos com pelo menos 130 citações) de acordo com o NASA Astrophysics Data System, incluindo:
"Precision Cosmology? Not Just Yet"
- Heart of Darkness, Unraveling the Mysteries of the Invisible Universe Princeton University Press (2013)
- New Light on Dark Matter, Science, 300, pp 1909–1914 (2003) doi:10.1126/Science.1085976
- The Probability Distribution Function of Light in the Universe: Results from Hydrodynamic Simulations, Astrophysical Journal 597, 1 (2003)
- Cosmic Mach Number as a Function of Overdensity and Galaxy Age, Astrophysical Journal, 553, 513 (2001)
- Collisional Dark Matter and the Origin of Massive Black Holes, Physical Review Letters, 84, 5258-5260 (2000).
- Hydrodynamics of Accretion onto Black Holes, Adv. Space Res., 7, 951-960 (1998). doi:10.1016/S0273-1177(98)00127-6

## Prêmios e honrarias
Ostriker ganhou numerosos prêmios e honrarias, incluindo:
- Membro da Academia Nacional de Ciências dos Estados Unidos (1974)[14]
- Membro da Academia Americana de Artes e Ciências (1975)[15]
- Prêmio Helen B. Warner de Astronomia da Sociedade Astronômica Americana (AAS) (1972)
- Palestra Henry Norris Russell da AAS (1980)
- Prêmio Memorial INSA-Vainu Bappu (1993)
- Membro da Sociedade Filosófica Americana (1994)[16]
- Membro estrangeiro da Academia Real de Artes e Ciências dos Países Baixos (1999)[17]

Medalha Karl Schwarzschild (1999)
- Medalha Nacional de Ciência pelo presidente dos EUA Bill Clinton (2000)

Prêmio Golden Plate da Academia Americana de Conquistas (2001)
- Medalha de Ouro da Royal Astronomical Society (2004)

Eleito Membro Estrangeiro da Royal Society (ForMemRS) em 2007
- Medalha Bruce (2011)
- Medalha James Craig Watson (2012)
- Campeão da Mudança da Casa Branca (2013)
- Prêmio Gruber em Cosmologia (2015)
- Eleito Legacy Fellow da Sociedade Astronômica Americana em 2020. [19]

## Vida pessoal
Ostriker casou-se com a notável poetisa e ensaísta Alicia Ostriker (nascida Suskin) em 1958, e eles tiveram três filhos: Rebecca, Eve e Gabriel. Como seu pai, Eve tornou-se professora de astrofísica na Universidade de Princeton, em 2012, no mesmo ano da aposentadoria de seu pai. Jeremiah e Alicia Ostriker eram residentes de Princeton, Nova Jersey.
Ostriker morreu em Manhattan devido a doença renal em 6 de abril de 2025, aos 87 anos.

## Links externos
- Jeremiah Paul Ostriker. no IMDb.